# Muskö
Muskö ist ein Ort (Tätort) in der Gemeinde Haninge und das Zentrum des Socken Muskö. Er liegt auf der Insel Muskö im Stockholmer Schärengarten.
Der Ort ist Zentrum der Hauptinsel und liegt im Osten und Norden der Kirche von Muskö. Auf der Insel liegt der Marinehafen Muskö, einer der größten unterirdischen Marinestützpunkte weltweit.
Der Weg vom Festland zur Insel Muskö führt durch den drei Kilometer langen, 1964 in Betrieb genommenen Muskötunnel. Auf der Insel verkehren Busse von Storstockholms Lokaltrafik (SL). Diese Buslinie gab es bereits, bevor der Tunnel gebaut wurde. Das Straßennetz zu der Zeit war ziemlich primitiv. Die gelben Busse waren besonders schmal und besonders für die unbefestigten Straßen auf der Insel geeignet.
Im Nordwesten des Dorfkerns liegt Ludvigsbergs herrgård, heute ein Hotel und Restaurant.
Im Seehistorischen Museum von Muskö sind Teile der Bugklappe der untergegangenen M/S Estonia aufbewahrt.

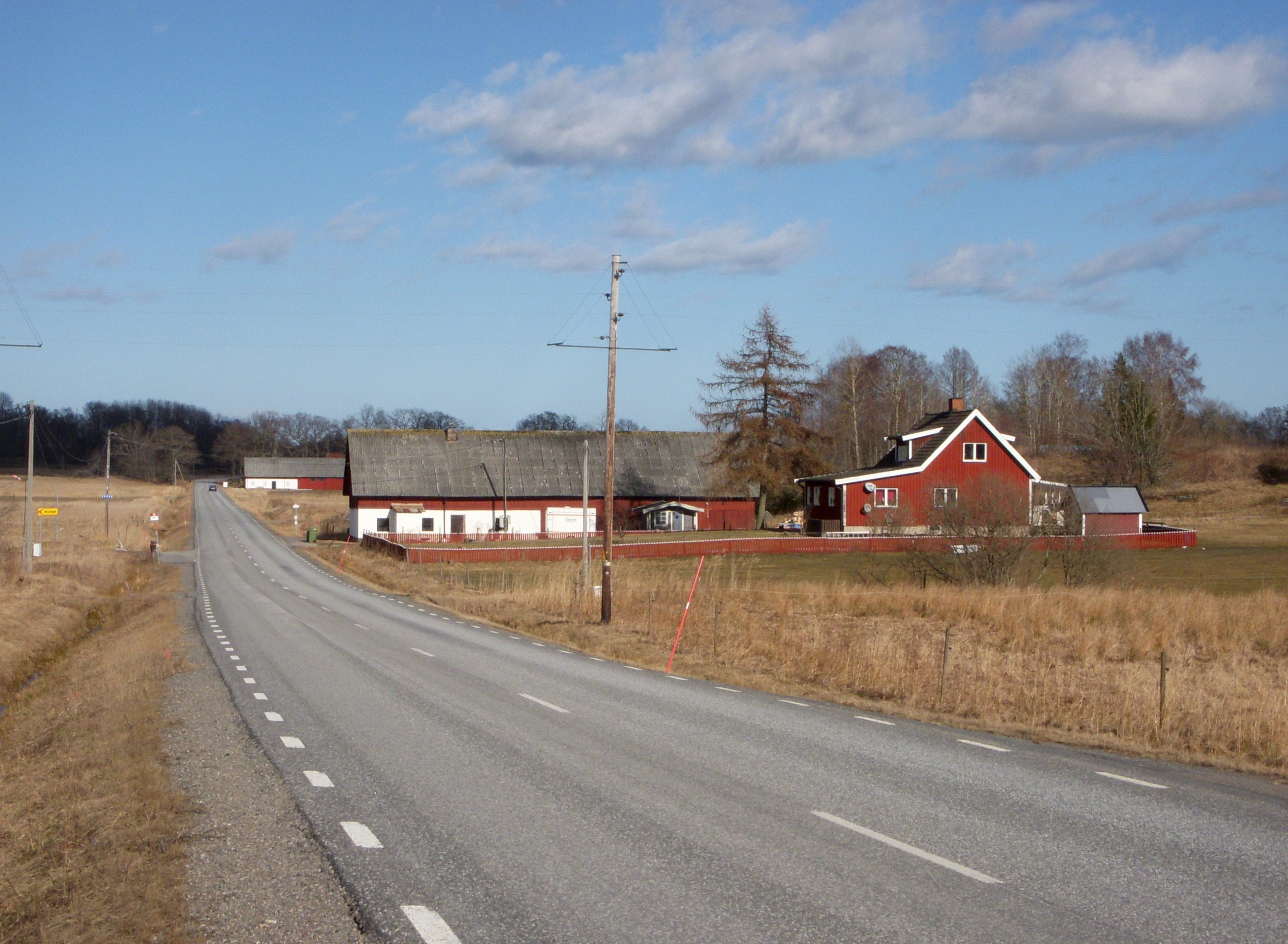
Muskövägen, Nygårdsbacke
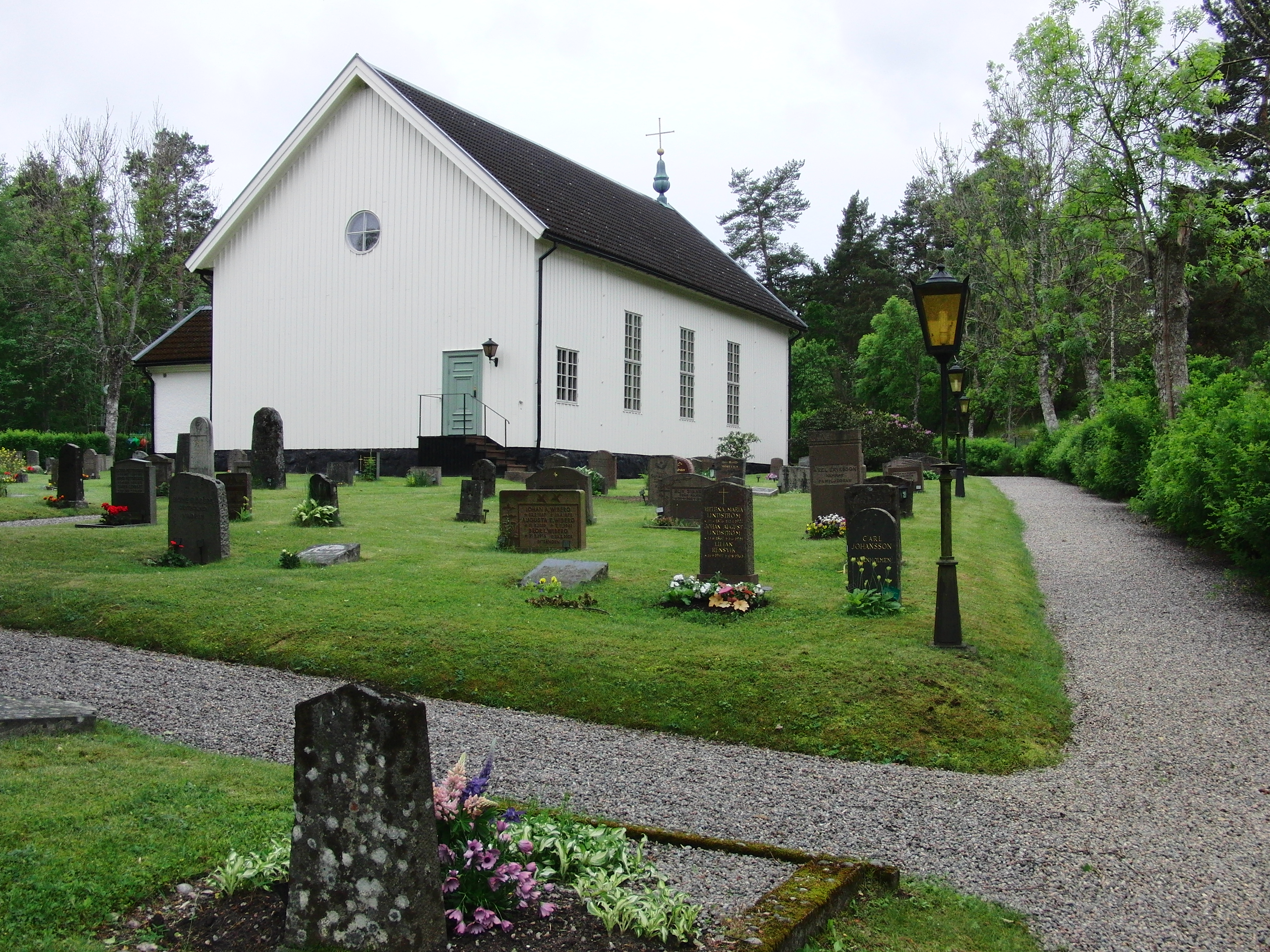
Kirche von Muskö
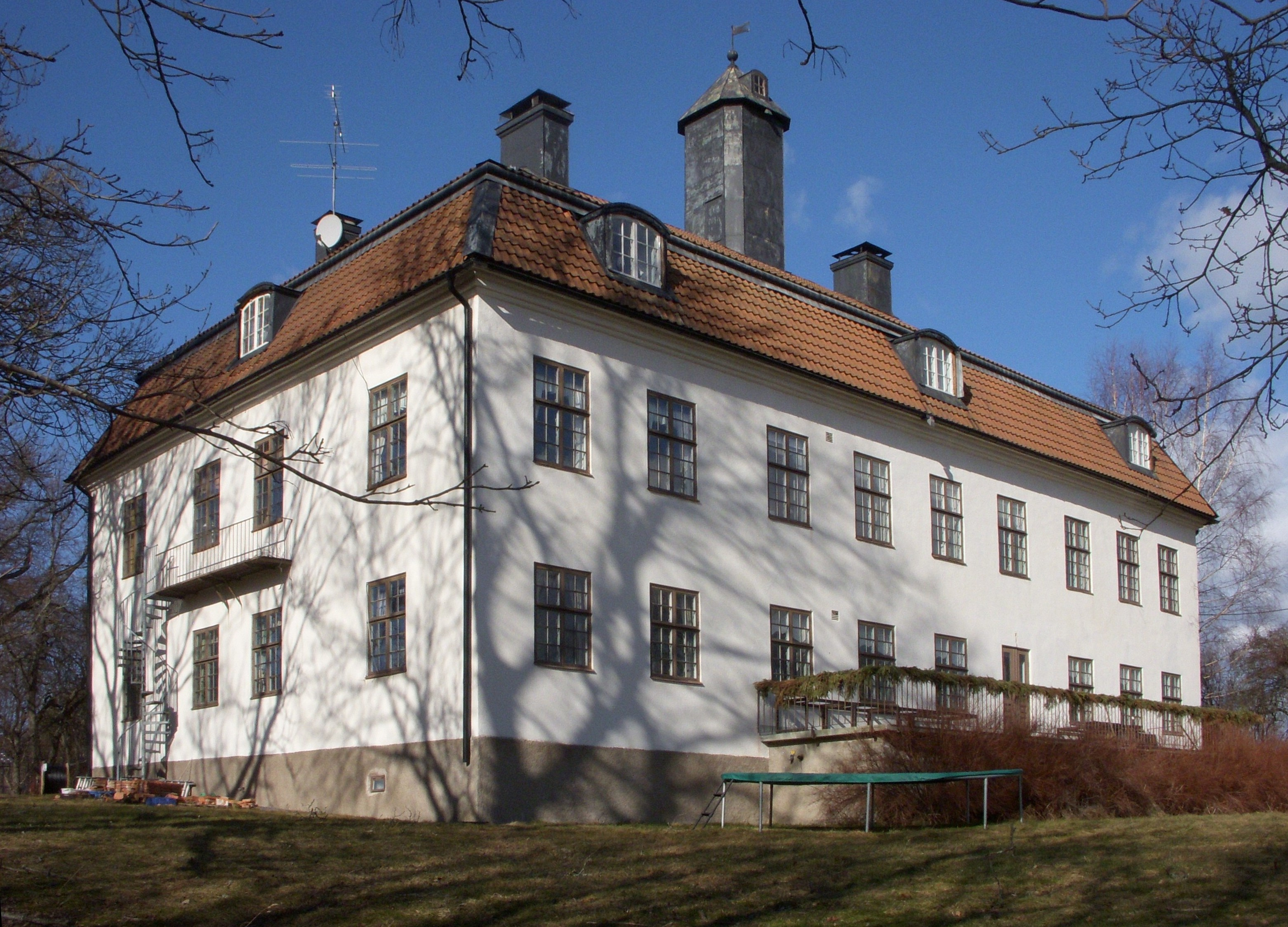
Ludvigsbergs herrgård